# Protobothrops cornutus
Espèce
Synonymes
- Trimeresurus cornutus Smith, 1930

Statut de conservation UICN

 NT  : Quasi menacé
Protobothrops cornutus est une espèce de serpents de la famille des Viperidae.

## Répartition
Cette espèce se rencontre au Viêt Nam et dans la province du Guangdong en République populaire de Chine.

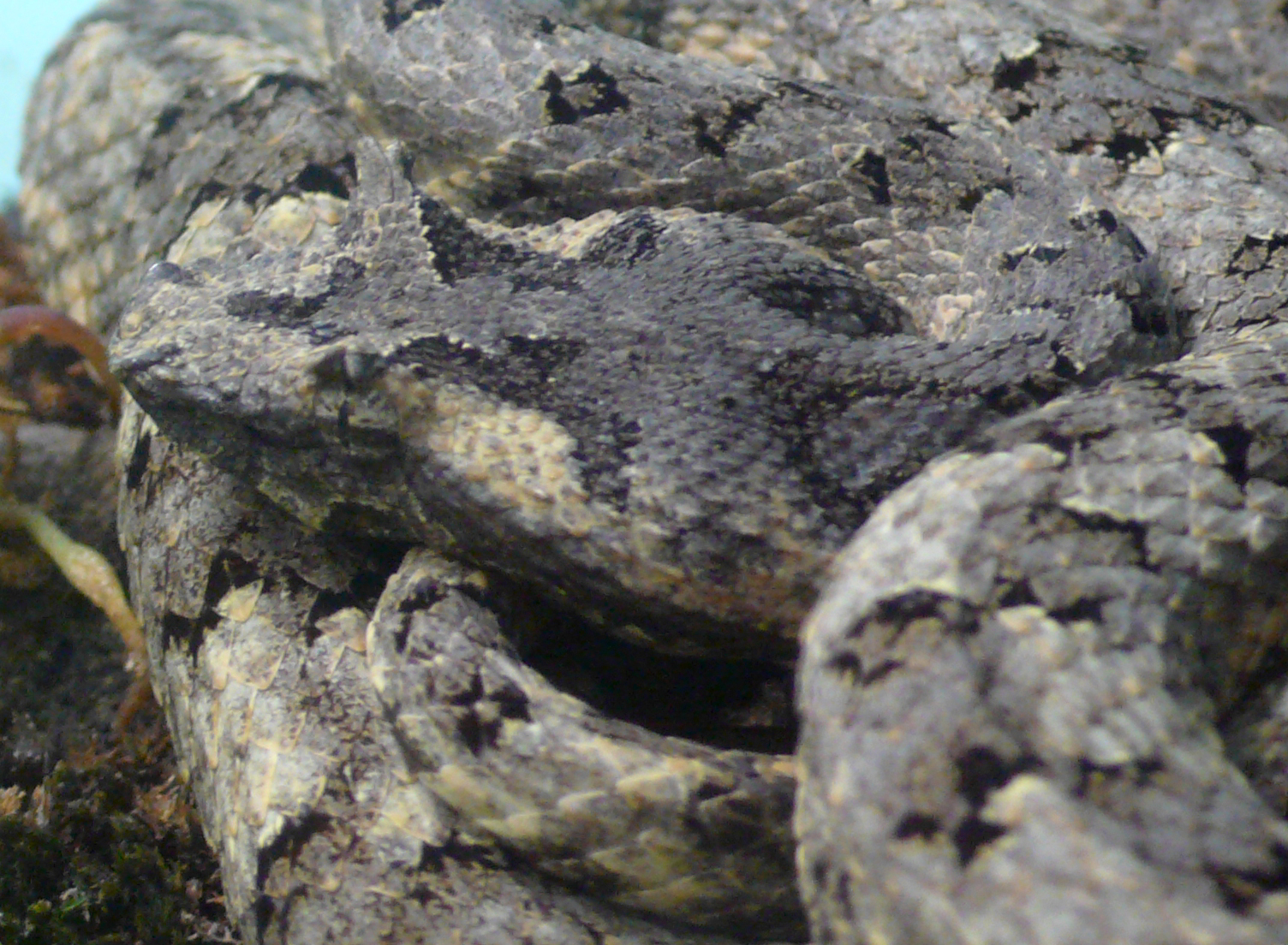

## Description
C'est un serpent venimeux.

## Publication originale
- Smith, 1930 : Two new Snakes from Tonkin, Indo-China. Annals and Magazine of Natural History, ser. 10, vol. 6, p. 681-683.